# 教会拉丁作者文集
教会拉丁作者文集（英語：Corpus Scriptorum Ecclesiasticorum Latinorum），簡稱CSEL，是一套出版晚期古代基督教作家的作品校勘版本的叢書。現由萨尔茨堡大学整理、De Gruyter出版。
教会拉丁作者文集一書出版範圍自2世紀後期延伸至8世紀初，以比德爲下限。CSEL自始即採用嚴格的文本批判校勘方法，對照所有現存手稿，整理出完備的校勘版。此外，還出版聖奧斯定手稿目錄、相關專著、會議論文等。
《基督教著作全集》系列與《教会拉丁作者文集》有競爭關係，但《基督教著作全集》系列目標是將古代與中世紀教父用拉丁文和希臘文的著作網羅搜盡，要比《教会拉丁作者文集》範圍寬廣。

## 歷史
《教会拉丁作者文集》由奧地利科學院於1864年創立，起初目標是給《拉丁語詞庫》這項浩大的詞典工程提供可靠的引文書據。2012年，轉交給薩爾茨堡大學相關部門負責。
2012年前，由奧地利科學院出版社出版。後隨編撰工作轉交給薩爾茨堡大學，出版工作也轉交給了de Gruyter出版社。

## 另見
- 拉丁教士集（Patrologia Latina）
- 基督教著作全集（Corpus Christianorum）